# Euphorbia rubriseminalis
Euphorbia rubriseminalis là một loài thực vật có hoa trong họ Đại kích. Loài này được S.Carter ex Boulos mô tả khoa học đầu tiên năm 1988.